# Oreina gloriosa
Oreina gloriosa là một loài côn trùng thuộc họChrysomelidae, phân họ Chrysomelinae.
Chúng thường được nhìn thấy ở Pháp, Ý, Đức, Thụy Sĩ và Áo.
Thức ăn của ấu trùng loài này loài thực vật Peucedanum ostruthium thuộc họ Apiaceae). The adults are 8–10 milimét (0,31–0,39 in) long. Elytra are bright metallic green crossed by longitudinal blue stripes.

## Hình ảnh

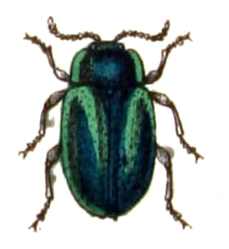